# NGC 2146
NGC 2146 est une galaxie spirale barrée située dans la constellation de la Girafe. NGC 2146 a été découvert par l'astronome allemand August Winnecke en 1876.

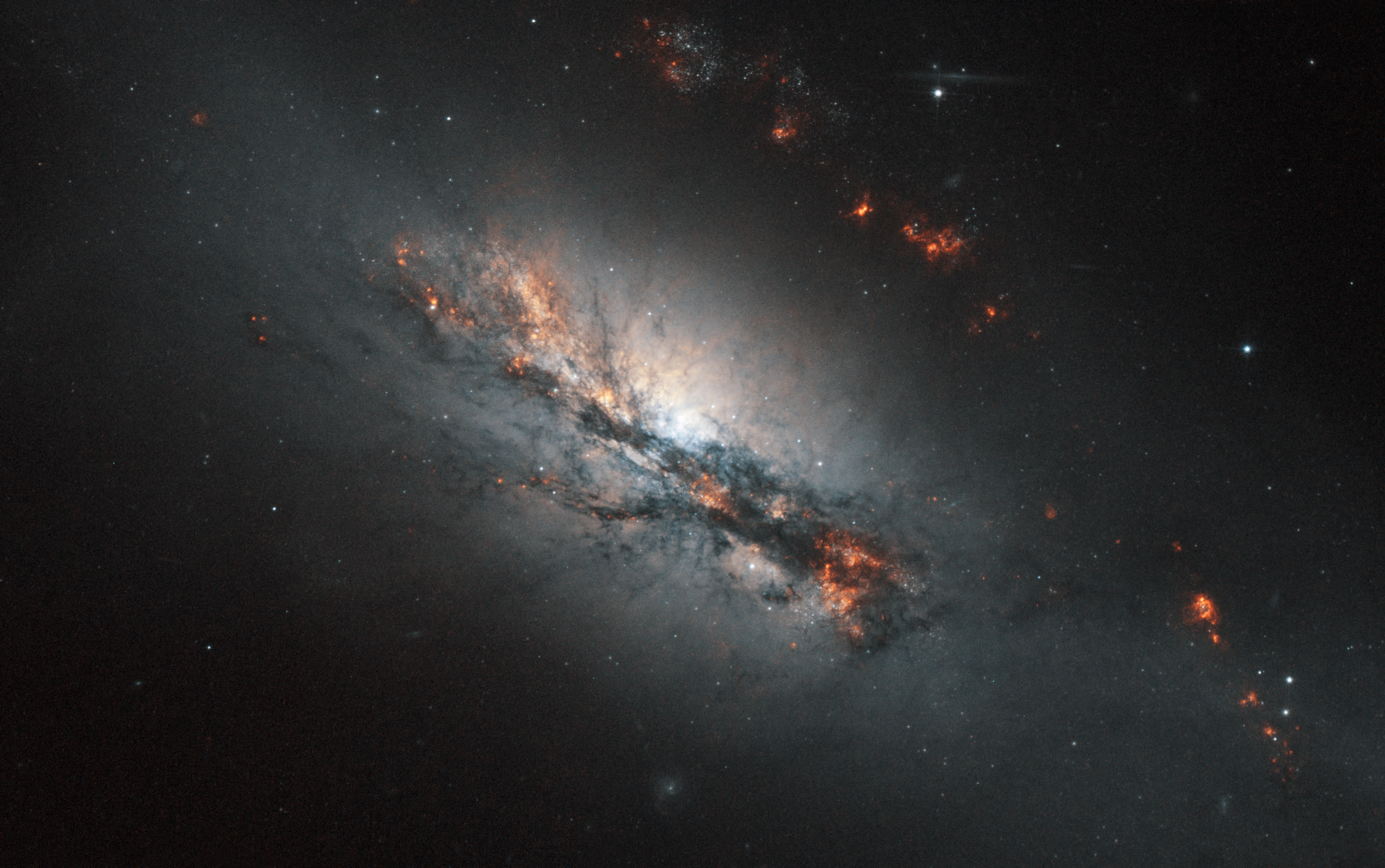
NGC 2146 par le télescope spatial Hubble.

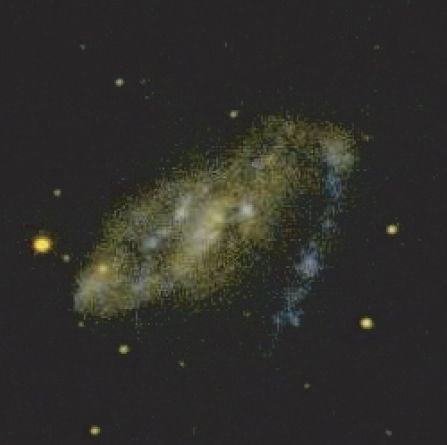
NGC 2146 dans le domaine de l'ultraviolet par le télescope spatial GALEX.

## Caractéristiques

### Distance
Sa vitesse par rapport au fond diffus cosmologique est de 869 ± 4 km/s, ce qui correspond à une distance de Hubble de 12,82 ± 0,90 Mpc (∼41,8 millions d'al).
À ce jour, 16 mesures non basées sur le décalage vers le rouge (redshift) donnent une distance de 19,550 ± 8,161 Mpc (∼63,8 millions d'al), ce qui est à l'intérieur des valeurs de la distance de Hubble. Puisque cette galaxie est relativement près du Groupe local, cette valeur est probablement plus près de sa distance réelle. Notons cependant que c'est avec la valeur moyenne des mesures indépendantes, lorsqu'elles existent, que la base de données NASA/IPAC calcule le diamètre d'une galaxie.

### Collision galactique ancienne
Son apparence légèrement déformée est peut-être due à l'interaction gravitationnelle avec la galaxie PGC 18960 qui est à seulement 19′ au nord-est ou à une collision récente avec un autre objet qui n'est plus visible. La galaxie PGC 18960 est souvent désignée sous le nom de NGC 2146A en raison de sa proximité avec NGC 2146, mais elle ne fait pas partie du catalogue NGC réalisé par John Dreyer en 1888.

### Luminosité dans l'infrarouge
NGC 2146 est une galaxie lumineuse en infrarouge (LIRG) et elle présente une large raie HI. Elle renferme également des régions d'hydrogène ionisé. La luminosité de la galaxie NGC 2146 dans l'infrarouge lointain (de 40 à 400 µm)  est égale à 8,15 × 1010 {\displaystyle L_{\odot }} (1010,93{\displaystyle L_{\odot }}) et sa luminosité totale dans l'infrarouge (de 8 à 1 000 µm) est de 1,17 × 1011 {\displaystyle L_{\odot }} (1011,07{\displaystyle L_{\odot }}).

## Trou noir supermassif
Selon un article basé sur les mesures de luminosité de la bande K de l'infrarouge proche du bulbe de NGC 2146, on obtient une valeur de 108,2 {\displaystyle M_{\odot }} (158 millions de masses solaires) pour le trou noir supermassif qui s'y trouve.

## Supernova
Deux supernovas ont été découvertes dans NGC 2146, SN 2005V et récemment SN 2018zd.

### SN 2005V
Cette supernova a été découverte le 30 janvier 2005 par S. Mattila et al.. dans le cadre du programme Nuclear Supernova Search de l'Imperial College London. Cette supernova était de type Ib/c.

### SN 2018zd
Cette supernova a été découverte le 2 mars 2018 par l'astronome japonais Koichi Itagaki. Cette supernova était de type IIn. Cette supernova est aussi peut-être d'un nouveau type prédit en 1980 par Ken’ichi Nomoto le l'université de Tokyo, une supernova par la capture d'électron (en anglais, electron-capture supernova).